# Arenaria xerophila
Arenaria xerophila là loài thực vật có hoa thuộc họ Cẩm chướng. Loài này được W.W.Sm. mô tả khoa học đầu tiên năm 1920.